# Sarja Kaspija Astrachan
Sarja Kaspija Astrachan (russisch Заря Каспия Астрахань) ist ein Handballverein aus der Stadt Astrachan am Kaspischen Meer in Russland. Der Verein wurde 1978 als „Sarja“ (Заря) gegründet und stieg 1985 als „Dinamo“ (Динамо) in die höchste Sowjetische Liga auf. Ab 1997 hieß der Verein nach dem Hauptsponsor „Lukoil-Dinamo“ (ЛУКОЙЛ–Динамо) und trägt seit 2007 den heutigen Namen, der Morgendämmerung des Kaspischen Meeres bedeutet.

## Erfolge
Sowjetische Liga
- Meister 1990
- Vizemeister 1989 und 1991
- Dritter 1992

Russische Super League
- Vizemeister 1999, 2001, 2002, 2003, 2004, 2005, 2006, 2007 und 2008
- Dritter 1995 und 2000

PHL-Liga (Russland, Weißrussland, Ukraine)
- Meister 2002 und 2005
- PHL-Pokalsieger 2006

International
- Europapokal der Pokalsieger (Handball) 1989/90: Achtelfinale
- Europapokal der Landesmeister 1990/91: Halbfinale
- EHF-Pokal 1995/96: Viertelfinale
- Euro-City-Cup 1996/97: Achtelfinale
- Euro-City-Cup: 1997/98 Achtelfinale
- Europapokal der Pokalsieger (Handball) 1999/2000: Sechzehntelfinale
- EHF-Pokal 2000/01: Achtelfinale
- EHF-Pokal 2001/02: Achtelfinale
- EHF-Pokal 2002/03: Finale
- EHF-Pokal 2003/04: Halbfinale
- EHF-Pokal 2004/05: Halbfinale
- EHF-Pokal 2005/06: Viertelfinale
- EHF-Pokal 2006/07: Achtelfinale
- EHF Champions League 2007/08: Gruppenphase
- Europapokal der Pokalsieger (Handball) 2007/08: Viertelfinale
- EHF-Pokal 2008/09: Viertelfinale
- EHF-Pokal 2009/10: Achtelfinale
- EHF-Pokal 2010/11: 3. Runde

## Bekannte ehemalige Spieler
- Inal Aflitulin
- Wjatscheslaw Atawin
- Pawel Baschkin
- Wladimir Bolotski
- Oleksandr Donner (später Trainer)
- Alexander Gorbatikow
- Alexei Kainarow
- Oleg Kisseljow
- Sergei Kudinow
- Wassili Kudinow
- Oleg Lvov
- Anton Mersljutin
- Waleri Mjagkow
- Alexei Poljakow
- Sergei Predybailow
- Olexandr Scheweljow
- Daniil Schischkarjow
- Roman Serikow
- Andrei Tjumenzew
- Jewgeni Trefilow
- Igor Tschumak
- Lew Woronin